# If I Never See Your Face Again
"If I Never See Your Face Again" bài hát của Maroon 5 từ album phòng thu thứ hai của nhóm It Won't Be Soon Before Long. Bài hát do chính hai thành viên của nhóm, Adam Levine và James Valentine sáng tác. Một bản remix của bài hát đã được thu âm cùng với nữ ca sĩ Rihanna, và đã được phát hành làm đĩa đơn thứ tư từ album thay cho phiên bản gốc. Remix này cũng có mặt trong bản phát hành lại album It Won't Be Soon Before Long của Maroon 5 và bản phát hành lại Good Girl Gone Bad của Rihanna.
Ca khúc do Mike Elizondo, Mark "Spike" Stent và Maroon 5 sản xuất. Nó nhận được một đề cử giải Grammy hạng mục Best Pop Collaboration with Vocals tại Giải Grammy lần thứ 51.

## Thành tích xếp hạng
"If I Never See Your Face Again" xuất hiện lần đầu trên Billboard Hot 100 Mỹ tại vị trí 57, tuy nhiên lại không thành công trong việc lọt vào top 50. Ngày 8 tháng 6 năm 2008, tuần Good Girl Gone Bad: Reloaded được phát hành, bài hát xếp hạng trên UK Singles Chart tại vị trí 29. Vị trí cao nhất của nó trên bảng xếp hạng này là 28, đạt được 2 tuần sau đó. Đây cũng là đĩa đơn đạt vị trí xếp hạng thấp nhất của Rihanna cho đến nay và là đĩa đơn đầu tiên của cô không lọt vào được top 20.

## Danh sách track
| EU single release | EU single release                                            | EU single release |
| STT               | Nhan đề                                                      | Thời lượng        |
| ----------------- | ------------------------------------------------------------ | ----------------- |
| 1.                | "If I Never See Your Face Again"                             | 3:19              |
| 2.                | "If I Never See Your Face Again" (Paul Oakenfold Remix Edit) | 3:30              |

| Standard iTunes version | Standard iTunes version                          | Standard iTunes version |
| STT                     | Nhan đề                                          | Thời lượng              |
| ----------------------- | ------------------------------------------------ | ----------------------- |
| 1.                      | "If I Never See Your Face Again" (feat. Rihanna) | 3:18                    |

| Australia/New Zealand iTunes version - EP | Australia/New Zealand iTunes version - EP                     | Australia/New Zealand iTunes version - EP |
| STT                                       | Nhan đề                                                       | Thời lượng                                |
| ----------------------------------------- | ------------------------------------------------------------- | ----------------------------------------- |
| 1.                                        | "If I Never See Your Face Again"                              | 3:19                                      |
| 2.                                        | "If I Never See Your Face Again" (Paul Oakenfold Remix Edit)  | 3:30                                      |
| 3.                                        | "If I Never See Your Face Again" (Live from MSN Control Room) | 4:11                                      |

## Bảng xếp hạng và doanh số chứng nhận
| Bảng xếp hạng (2008)                    | Vị trí cao nhất |
| --------------------------------------- | --------------- |
| Úc (ARIA)                               | 11              |
| Áo (Ö3 Austria Top 40)                  | 54              |
| Bỉ (Ultratip Flanders)                  | 18              |
| Canada (Canadian Hot 100)               | 12              |
| Đan Mạch (Tracklisten)                  | 31              |
| Châu Âu Hot 100 Singles (Billboard)     | 59              |
| Ireland (IRMA)                          | 16              |
| Ý (FIMI)                                | 15              |
| Nhật Bản (Japan Hot 100)                | 97              |
| Hà Lan (Dutch Top 40)                   | 11              |
| New Zealand (RIANZ)                     | 21              |
| Thụy Sĩ (Swiss Music Charts)            | 52              |
| Liên hiệp Anh (Official Charts Company) | 28              |
| Hoa Kỳ Billboard Hot 100                | 51              |
| Hoa Kỳ Pop Songs (Billboard)            | 30              |
| Hoa Kỳ Adult Pop Songs (Billboard)      | 10              |

| Quốc gia                                                                           | Chứng nhận | Số đơn vị/doanh số chứng nhận |
| ---------------------------------------------------------------------------------- | ---------- | ----------------------------- |
| Úc (ARIA)                                                                          | Vàng       | 35.000^                       |
| * Chứng nhận dựa theo doanh số tiêu thụ. ^ Chứng nhận dựa theo doanh số nhập hàng. |            |                               |